# Midland M16
Midland M16 byl jediný vůz formule 1 týmu Midland F1 Racing. Jedná se o monopost pro sezónu 2006. Jezdili v něm Portugalec Tiago Monteiro a Nizozemec Christijan Albers.

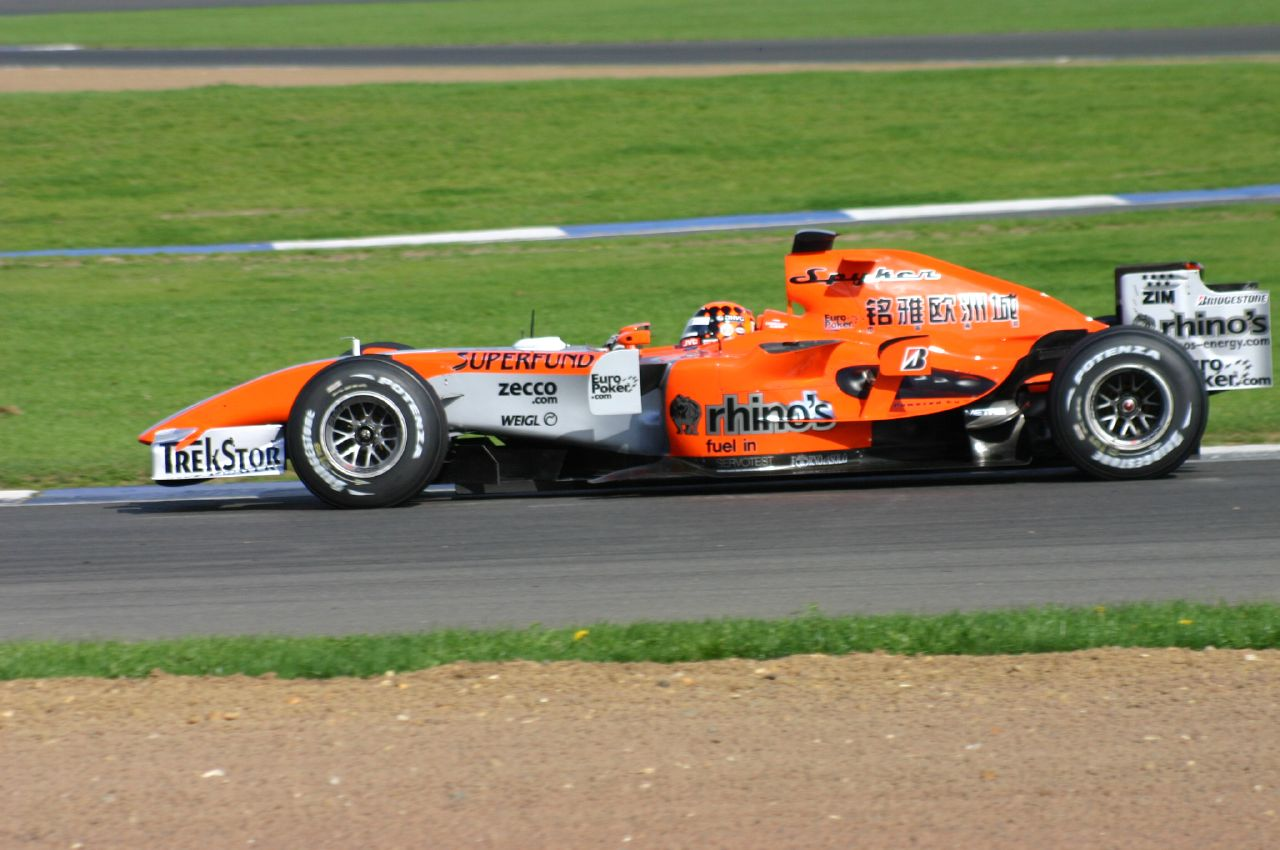
Christijan Albers a Spyker M16

Po odkoupení stáje nizozemskou automobilkou Spyker byl monopost přejmenován na Spyker M16 (tým byl přejmenován na Spyker MF1 Racing).

## Výsledky v sezoně 2006
| Legenda k tabulce | Legenda k tabulce                                                                       |
| Barva             | Výsledek                                                                                |
| ----------------- | --------------------------------------------------------------------------------------- |
| Zlatá             | Vítěz                                                                                   |
| Stříbrná          | 2. místo                                                                                |
| Bronzová          | 3. místo                                                                                |
| Zelená            | Bodované umístění                                                                       |
| Modrá             | Nebodované umístění                                                                     |
| Modrá             | Dokončil neklasifikován (NC)                                                            |
| Fialová           | Odstoupil (Ret)                                                                         |
| Červená           | Nekvalifikoval se (DNQ)                                                                 |
| Červená           | Nepředkvalifikoval se (DNPQ)                                                            |
| Černá             | Diskvalifikován (DSQ)                                                                   |
| Bílá              | Nestartoval (DNS)                                                                       |
| Bílá              | Závod zrušen (C)                                                                        |
| Světle modrá      | Pouze trénoval (PO)                                                                     |
| Světle modrá      | Páteční testovací jezdec (TD)                                                           |
| Bez barvy         | Netrénoval (DNP)                                                                        |
| Bez barvy         | Vyřazen (EX)                                                                            |
| Bez barvy         | Nepřijel (DNA)                                                                          |
| Bez barvy         | Odvolal účast (WD)                                                                      |
| Bez barvy         | Nezúčastnil se (prázdné)                                                                |
| Označení          | Význam                                                                                  |
| Tučnost           | Pole position                                                                           |
| Kurzíva           | Nejrychlejší kolo                                                                       |
| †                 | Jezdec nedojel do cíle, ale byl klasifikován, protože odjel více než 90 % délky závodu. |
| ‡                 | Byl udělován poloviční počet bodů, protože bylo odjeto méně než 75 % délky závodu.      |
| Horní index       | Umístění bodujících jezdců ve sprintu                                                   |

| Rok  | Tým        | Šasi        | Motor     | Pneu | Jezdci            | 1   | 2   | 3   | 4   | 5   | 6   | 7   | 8   | 9   | 10  | 11  | 12  | 13  | 14  | 15  | 16  | 17   | 18  | Body | Umístění  |
| ---- | ---------- | ----------- | --------- | ---- | ----------------- | --- | --- | --- | --- | --- | --- | --- | --- | --- | --- | --- | --- | --- | --- | --- | --- | ---- | --- | ---- | --------- |
| 2006 | MF1 Racing | Midland M16 | Toyota V8 | B    | Závod             | BHR | MAL | AUS | SMR | EUR | ESP | MON | GBR | CAN | USA | FRA | GER | HUN | TUR | ITA | CHN | JPN  | BRA | 0    | 10. místo |
| 2006 | MF1 Racing | Midland M16 | Toyota V8 | B    | Tiago Monteiro    | 17  | 13  | Ret | 16  | 12  | 16  | 15  | 16  | 14  | Ret | Ret | DSQ | 9   | Ret | 17* | 15* | 16*  | 15* | 0    | 10. místo |
| 2006 | MF1 Racing | Midland M16 | Toyota V8 | B    | Christijan Albers | Ret | 12  | 11  | Ret | 13  | Ret | 12  | 15  | Ret | Ret | 15  | DSQ | 10  | Ret | 17* | 15* | Ret* | 14* | 0    | 10. místo |

* Spyker MF1 Racing